# Малые Косичи
Ма́лые Ко́сичи (бел. Малыя Косічы) — деревня в Брестском районе Брестской области Беларуси. Входит в состав Тельминского сельсовета. Население — 172 человека (2019).

## География
Деревня находится в 13 км по автодорогам к северо-востоку от центра города Брест и в 1,5 км по автодорогам к северу от центра сельсовета, деревни Тельмы-1. К северо-западу от деревни находится железная дорога, за ней — деревня Большие Косичи. К западу — садоводства и автомагистраль М-1 (северное полукольцо вокруг Бреста). Восточнее деревни находится промзона, в том числе пункт техосмотра. Имеется кладбище.

## История
На карте "Бреста Литовского и местечка Тересполя" 1823 года деревня называется Пискуры. 
В начале XX века — деревня Косичской волости Брестского уезда Гродненской губернии. Согласно Рижскому мирному договору (1921) Малые Косичи вошли в состав межвоенной Польши, где принадлежали гмине Косичи Брестского повета Полесского воеводства. В 1921 году насчитывалось 8 дворов.
С 1939 года в составе БССР, в 1940 году — 15 дворов. В июле 1944 года деревня была полностью сожжена, позднее восстановлена.
В конце XX века построена и освящена новая православная церковь свв. Петра и Павла на месте старой церкви, относившейся к Большим Косичам.

## Население
На 1 января 2018 года насчитывался 171 житель в 65 домохозяйствах, из них 35 младше трудоспособного возраста, 94 — в трудоспособном возрасте и 42 — старше трудоспособного возраста.